# Teluk Sepang
Teluk Sepang is een bestuurslaag in het regentschap Bengkulu van de provincie Bengkulu, Indonesië. Teluk Sepang telt 2553 inwoners (volkstelling 2010).